# Nova Borova
Nova Borova (în ucraineană Нова Борова) este o așezare de tip urban din raionul Horoșiv, regiunea Jîtomîr, Ucraina. În afara localității principale, nu cuprinde și alte sate.

## Demografie
Componența lingvistică a așezării de tip urban Nova Borova
     Ucraineană (96,14%)
     Rusă (3,59%)
     Alte limbi (0,12%)
Conform recensământului din 2001, majoritatea populației așezării de tip urban Nova Borova era vorbitoare de ucraineană (96,14%), existând în minoritate și vorbitori de rusă (3,59%).